# Глизе 638
Глизе 638 — оранжевый карлик, расположенный в созвездии Геркулеса. Она расположена примерно в 31,9 световых годах от Земли. Это предположительно переменная звезда с видимой звёздной величиной в диапазоне 8,09–8,11. Так как Глизе 638 представляет собой звезду спектрального класса K, она имеет меньшую массу, чем Солнце, и, следовательно, она менее яркая.